# Parafia Niepokalanego Serca Najświętszej Maryi Panny w Orszy
Parafia Niepokalanego Serca Najświętszej Maryi Panny w Orszy – rzymskokatolicka parafia znajdująca się w diecezji witebskiej w dekanacie orszańskim na Białorusi.

## Historia
Parafię erygował biskup witebski Władysław Blin w 2007 jako drugą parafię w Orszy obok parafii św. Józefa. Granicę pomiędzy nimi wyznacza Dniepr.
Początkowo nabożeństwa odbywały się pod gołym niebem. Następnie postawiono garaż, będący tymczasową kaplicą. W kolejnych latach wybudowano kościół, konsekrowany 9 czerwca 2018 przez arcybiskupa mińsko-mohylewskiego Tadeusza Kondrusiewicza i biskupa witebskiego Aleha Butkiewicza.